# 波茲南-拉威卡機場
波茲南-拉威卡機場（波蘭語：Port lotniczy Poznań-Ławica）是波蘭的一座機場，主要服務波茲南。這座機場興建於1913年，是波蘭歷史最古老的機場之一。波茲南-拉威卡機場位於波茲南市中心以西5 km（3.1 mi）。在2009年12月23日之前，該機場也有軍用機場功能。

## 外部連結
维基共享资源上的相關多媒體資源：波茲南-拉威卡機場
- Official website （页面存档备份，存于）